# Andrea Wulf
Andrea Wulf (Nueva Delhi, 1972) es una historiadora y escritora germano-británica.

## Biografía
Wulf nació en Nueva Delhi, India, hija de trabajadores alemanes de ayuda al desarrollo, y pasó los primeros cinco años de su vida allí, creció en Hamburgo. Estudió primero en la Universidad de Lüneburg y luego Historia del Diseño en  la The Royal College of Art, Londres.
Wulf también imparte conferencias en el Reino Unido y EE. UU. Fue oradora invitada en el Observatorio Nacional de Kitt Peak.
Su libro The Brother Gardeners fue incluido en la lista para el Premio Samuel Johnson y recibió el Premio Anual de Literatura CBHL en 2010.  En 2016, ganó el premio Royal Society Insight Investment Science Book Prize y el premio Ness de la Royal Geographical Society por su libro La invención de la naturaleza.

#### En busca de Venus: el arte de medir los cielos
Chasing Venus: the Race to Measure the Heavens (2012) es un libro de no ficción sobre expediciones de científicos que partieron alrededor del mundo en 1761 y 1769 para recopilar datos relacionados con el tránsito de Venus y, por lo tanto, medir y comprender mejor el universo. El estilo narrativo permite vislumbrar las personalidades de los involucrados, sus objetivos y obsesiones, sus fracasos y descubrimientos, y proporciona el contexto histórico del período del siglo XVIII cuando comenzó la cartografía científicamente precisa y la colaboración científica internacional de la actualidad. Los personajes dramáticos incluyen a Joseph Banks, Catalina la Grande, Jean-Baptiste Chappe d'Auteroche, James Cook, Joseph-Nicolas Delisle, Jeremiah Dixon, Benjamin Franklin, Edmond Halley, Maximilian Hell, Guillaume Le Gentil, Mijaíl Lomonósov, Nevil Maskelyne, Charles Mason, Alexandre-Gui Pingré, David Rittenhouse, James Short, Pehr Wilhelm Wargentin, John Winthrop, y miembros de la Sociedad Filosófica Estadounidense, la Academia de Ciencias de Francia, la Royal Society, la Real Academia de Ciencias de Suecia y la Academia de Ciencias de Rusia.

#### La invención de la naturaleza
La invención de la naturaleza: el nuevo mundo de Alexander von Humboldt (2015) es un libro de no ficción sobre el naturalista, explorador y geógrafo prusiano Alexander von Humboldt. Wulf argumenta que Humboldt sintetizó el conocimiento de muchos campos diferentes para formar una visión de la naturaleza como un sistema interconectado, que influiría en científicos, activistas y el público.

#### Magníficos rebeldes: los primeros románticos y la invención del yo(2022)
Cómo jóvenes románticos en la década de 1790 incitaron una revolución mental que transformó nuestro mundo para siempre. Entre ellos poetas como Goethe, Schiller, Novalis; los filósofos Fichte, Schelling y Hegel; los hermanos Schlegel; y, en un maravilloso cameo, a Alexander von Humboldt. En el corazón de este grupo estaba la escritora y traductora Caroline Schlegel, gran instigadora de sus deslumbrantes conversaciones sobre el yo, la naturaleza, la identidad y la libertad.

## Libros
- This other Eden: seven great gardens and three hundred years of English history, Brown, 2005.[10]
- The Brother Gardeners: A Generation of Gentlemen Naturalists and the Birth of an Obsession, Vintage Books, 2008.[11][12]
- Founding Gardeners: The Revolutionary Generation, Nature, and the Shaping of the American Nation Knopf Doubleday, 2012.[13][14]
- En busca de Venus: el arte de medir los cielos (2012).[15][16]
- La invención de la naturaleza: el nuevo mundo de Alexander von Humboldt, Knopf, 2015.[17]
- Las aventuras de Alexander Von Humboldt, Pantheon, 2019 (en coautoría con la ilustradora Lillian Melcher).[18]
- Magníficos rebeldes: los primeros románticos y la invención del yo, Knopf, 2022.[19]